# Levern Spencer
Levern Donaline Spencer (* 23. Juni 1984 in Castries) ist eine ehemalige lucianische Leichtathletin, die sich auf den Hochsprung spezialisiert hat. Zu ihren größten Erfolgen zählen die Goldmedaille bei den Commonwealth Games 2018 und zwei Goldmedaillen bei den Panamerikanischen Spielen. Zudem gewann sie zahlreiche weitere Medaillen bei internationalen Meisterschaften und zählt damit zu den erfolgreichsten Leichtathletinnen des Landes.

## Sportliche Laufbahn
Erste internationale Erfahrungen sammelte Levern Spencer bei den CARIFTA-Games 1999 in Fort-de-France, bei denen sie mit 1,55 m den zehnten Platz belegte. Im Jahr darauf gewann sie bei den  Spielen in St. George’s mit übersprungenen 1,73 m die Bronzemedaille. Anschließend belegte sie bei den Zentralamerika- und Karibikjuniorenmeisterschafte (CAC) in San Juan mit 1,67 m den vierten Platz. 2001 siegte sie mit 1,79 m bei den CARIFTA-Games in Bridgetown und gewann bei den Jugendweltmeisterschaften in Debrecen mit 1,81 m die Bronzemedaille. Anschließend siegte sie mit 1,80 m bei den CAC-Meisterschaften in Guatemala-Stadt. Im Jahr darauf gewann sie bei den CARIFTA-Games in Nassau mit 1,82 m die Silbermedaille und siegte anschließend mit 1,81 m bei den CAC-Juniorenmeisterschaften in Bridgetown. Daraufhin wurde sie bei den Juniorenweltmeisterschaften in Kingston mit 1,83 m Achte und bei den Commonwealth Games in Manchester mit 1,74 m Zwölfte. 2003 gewann sie bei den CARIFTA-Games in Port of Spain mit 1,83 m erneut die Silbermedaille und schied im 100-Meter-Lauf in der ersten Runde aus. Auch bei den Panamerikanischen Juniorenmeisterschaften in Bridgetown gewann sie mit 1,83 m Silber. Bei den Panamerikanischen Spielen in Santo Domingo belegte sie mit einer Höhe von 1,83 m Platz fünf. Im Jahr darauf folgte der Gewinn der Silbermedaille mit 1,85 m bei den U23-NACAC-Meisterschaften in Sherbrooke.
2005 gewann sie erneut Gold bei den CAC-Meisterschaften in Nassau mit 1,94 m und schied bei den Weltmeisterschaften in Helsinki mit 1,84 m in der Qualifikation aus. Im Jahr darauf wurde sie mit 1,83 m Fünfte bei den Commonwealth Games in Melbourne und bei den Zentralamerika- und Karibikspielen in Cartagena gewann sie mit 1,88 m die Bronzemedaille hinter der Dominikanerin Juana Rosario Arrendel und Caterine Ibargüen aus Kolumbien. Weiters siegte sie mit 1,81 m bei den U23-NACAC-Meisterschaften in Santo Domingo. Im Jahr darauf siegte sie mit 1,89 m bei den NACAC-Meisterschaften in San Salvador und holte Bronze bei den Panamerikanischen Spielen in Rio de Janeiro hinter der Mexikanerin Romary Rifka und Nicole Forrester aus Kanada. Bei den Weltmeisterschaften in Osaka mit 1,90 m auf den 15. Platz. 2008 verteidigte sie bei den CAC-Meisterschaften in Cali mit 1,91 m ihren Titel, kam aber bei den Olympischen Spielen in Peking mit nicht über die Vorrunde hinaus. 2009 holte sie mit 1,91 m ihren vierten Titel bei den CAC-Meisterschaften in Havanna und scheiterte bei den Weltmeisterschaften in Berlin mit 1,89 m in der Qualifikation.
2010 siegte sie mit 1,94 m bei den Zentralamerika- und Karibikspielen in Mayagüez und wurde jeweils Dritte beim Leichtathletik-Continental-Cup in Split und bei den Commonwealth Games in Neu-Delhi hinter der Kanadierin Forrester und Sheree Francis aus Jamaika. Im darauffolgenden Jahr gewann sie mit 1,82 m erneut bei den CAC-Meisterschaften in Mayagüez, schied bei den  Weltmeisterschaften in Daegu mit 1,92 m in der Vorrunde aus und wurde bei den Panamerikanischen Spielen in Guadalajara mit 1,81 m Siebte. Bei den Leichtathletik-Hallenweltmeisterschaften 2012 in Istanbul schied sie mit 1,88 m in der Qualifikation aus, wie auch bei den Olympischen Spielen in London mit 1,90 m. 2013 holte sie ihren sechsten Titel bei den CAC-Meisterschaften in Morelia und wurde bei den Weltmeisterschaften in Moskau mit 1,89 m Elfte. 2014 wurde sie mit 1,94 m Siebte bei den Hallenweltmeisterschaften in Sopot und gewann Bronze bei den Commonwealth Games in Glasgow hinter der Australierin Eleanor Patterson und Isobel Pooley aus England. Zudem wurde sie beim Continental-Cup in Marrakesch Fünfte und verteidigte ihren Titel bei den Zentralamerika- und Karibikspielen in Xalapa mit 1,89 m.
2015 siegte sie mit 1,94 m bei den Panamerikanischen Spielen in Toronto und mit 1,91 m bei den NACAC-Meisterschaften in San José. Zudem belegte sie bei den Weltmeisterschaften in Peking mit 1,88 m im Finale den zwölften Platz. Im Jahr darauf belegte sie mit übersprungenen 1,93 m den fünften Platz bei den Hallenweltmeisterschaften in Portland und bei den Olympischen Spielen in Rio de Janeiro mit derselben Höhe im Finale den sechsten Platz. 2017 schied sie bei den Weltmeisterschaften in London mit 1,89 m in der Qualifikation aus. 2018 wurde sie bei den Weltmeisterschaften in 1,84 m Zehnte und siegte mit 1,95 m bei den Commonwealth Games im australischen Gold Coast. Weitere Goldmedaillen gewann sie bei den Zentralamerika- und Karibikspielen in Barranquilla mit 1,90 m und mit 1,91 m bei den NACAC-Meisterschaften in Toronto. Bei den Panamerikanischen Spielen 2019 in Lima gewann sie mit überquerten 1,87 m die Goldmedaille und schied anschließend bei den Weltmeisterschaften in Doha mit 1,92 m in der Vorrunde aus. 2020 siegte sie mit 1,84 m beim 56. Palio Città della Quercia und im Jahr darauf verpasste sie bei den Olympischen Sommerspielen in Tokio mit 1,86 m den Finaleinzug. Während der Eröffnungsfeier (gemeinsam mit dem Schwimmer Jean-Luc Zephir) sowie auch der Schlussfeier war sie die Fahnenträgerin ihrer Nation. Daraufhin beendete sie ihre aktive sportliche Karriere im Alter von 37 Jahren.
Spencer absolvierte ein Studium für Health promotion and behavior an der University of Georgia.

## Persönliche Bestleistungen
- Hochsprung: 1,98 m, 8. Mai 2010 in Athens (lucianischer Rekord)
  - Hochsprung (Halle): 1,95 m, 7. März 2014, Sopot (lucianischer Rekord)